# Dormeuse (hippomobile)

Berline dormeuse, Musée national des carrosses, Lisbonne

La dormeuse, au XIXe siècle, était une voiture hippomobile spécialement aménagée pour permettre à ses occupants de s'y allonger pour dormir. Ce pouvait être n'importe quel type de voiture (berline, coupé, etc), pourvu que cet aménagement y soit réalisé. L'avant ou l'arrière pouvait s'abaisser de manière à fournir l'espace nécessaire.

## Sources
Joseph Jobé, Au temps des cochers, Lausanne, Edita-Lazarus, 1976.  (ISBN 2-88001-019-5)